# Albert Dubois-Pillet

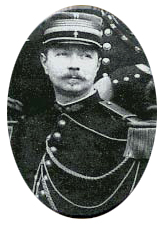
Albert Dubois-Pillet

Albert Dubois-Pillet, eigenlijk Albert Dubois (Parijs, 28 oktober 1846 - Le Puy-en-Velay, 18 augustus 1890), was een Frans kunstschilder. Hij wordt vooral gerekend tot de stroming van het pointillisme.

## Leven en werk
Dubois-Pillet kreeg een militaire opleiding aan de École Spéciale Militaire de Saint-Cyr. Hij vocht in de Frans-Duitse Oorlog (1871-1872), waarin hij krijgsgevangene werd gemaakt. Na de Frans-Duitse oorlog begon hij te schilderen, aanvankelijk louter uit liefhebberij. Als autodidact bleek hij echter over bijzondere talenten te beschikken en al snel stapte hij volledig over op de schilderkunst. In 1874 trok hij naar Parijs, verkeerde veel met kunstenaars en schrijvers in het Café de la Nouvelle Athènes en raakte nauw bevriend met Georges Seurat. Samen met Seurat en Paul Signac richtte hij in 1884 de Société des Artistes Indépendants op, als tegenhanger van de Parijse salon. In 1888 en 1890 werd hij uitgenodigd te exposeren bij Les Vingt te Brussel.
Dubois-Pillet staat bekend als een van de eerste schilders die de werkwijze van het pointillisme hanteerden. Later ontwikkelde zijn stijl zich enigszins richting het neo-impressionisme. Hij schilderde vooral landschappen en genrewerken ‘en plein air’, vaak in waterverf, maar maakte ook portretten. Spraakmakend was een ruzie die hij in de salon maakte met Édouard Manet over naturalistische elementen in Manets werk.
Nadat Dubois-Pillets werk in 1880 werd afgewezen door de Parijse salon aanvaardde hij de functie van hoofd van de Republikeinse Garde, hetgeen hij de rest van zijn leven zou blijven. Aan het einde van zijn leven, in 1889, werd hij overgeplaatst naar Le Puy wegens sympathie voor de staatsgreepplannen van generaal Georges Boulanger. Hij overleed in 1890 aan de pokken, op 43-jarige leeftijd.

## Galerij

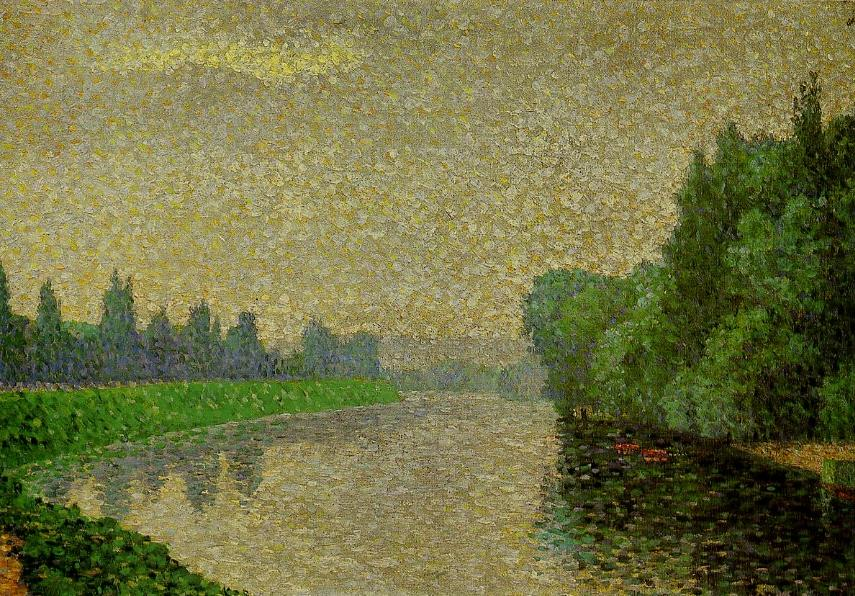
De oevers van de Marne in de morgen
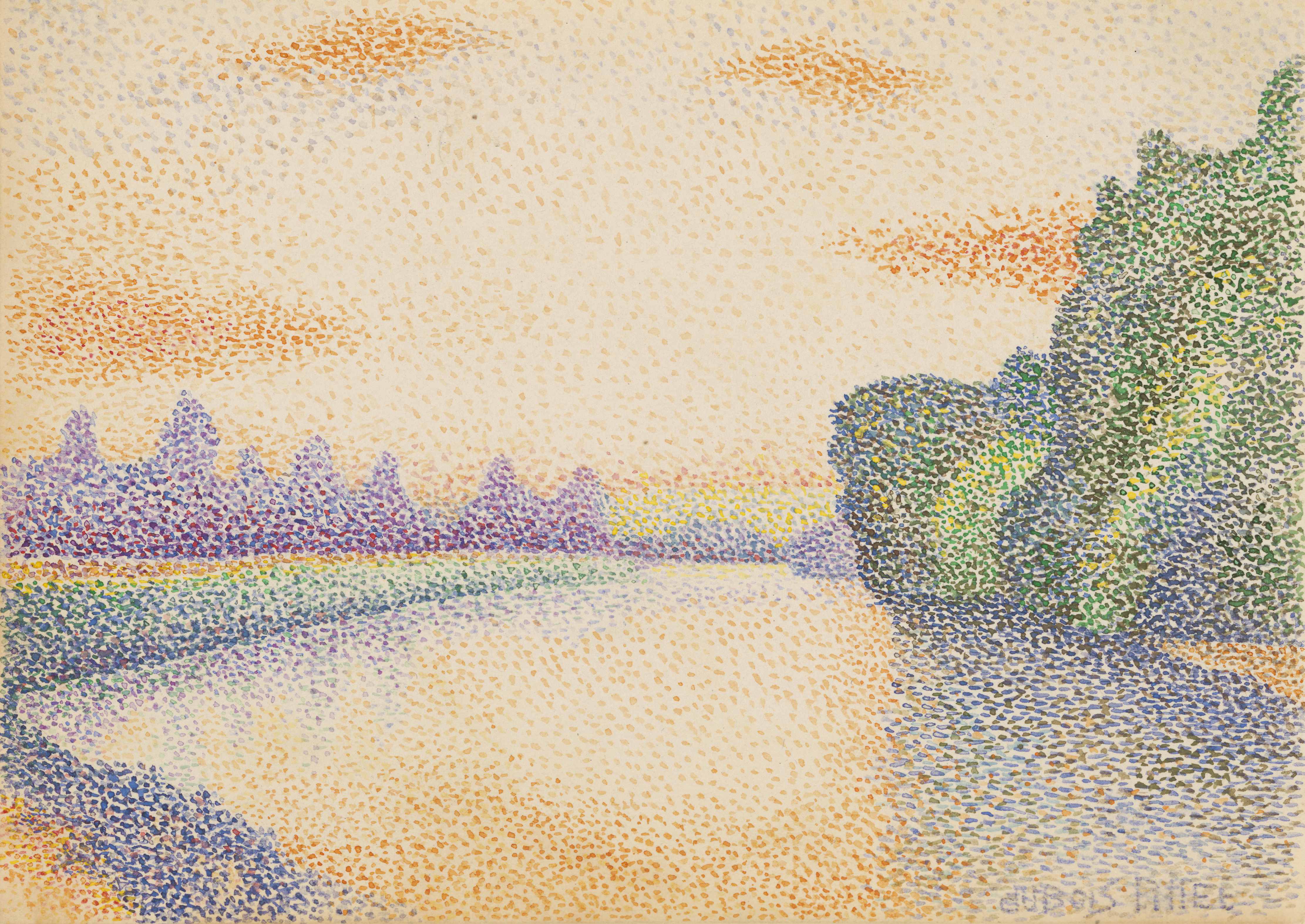
De oevers van de Marne in de morgen, waterverf
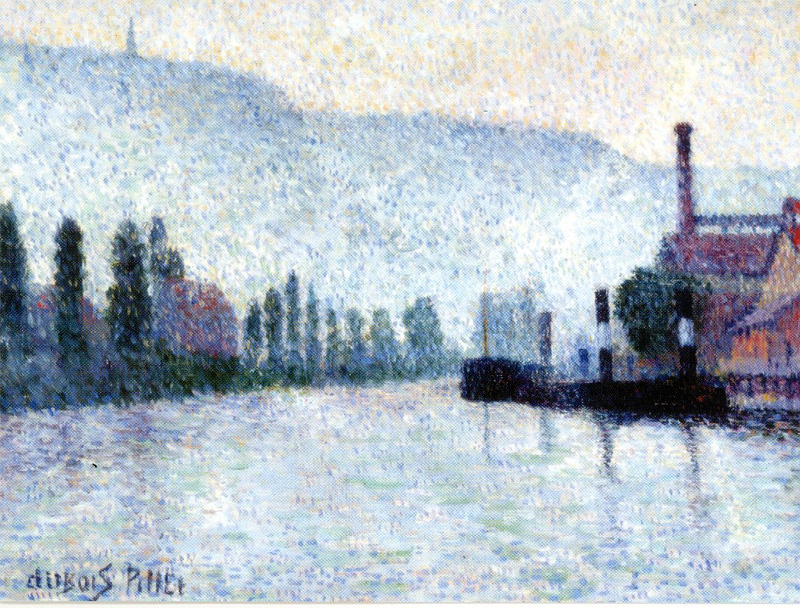
Rouen, La Seine et les collines à Canteleu
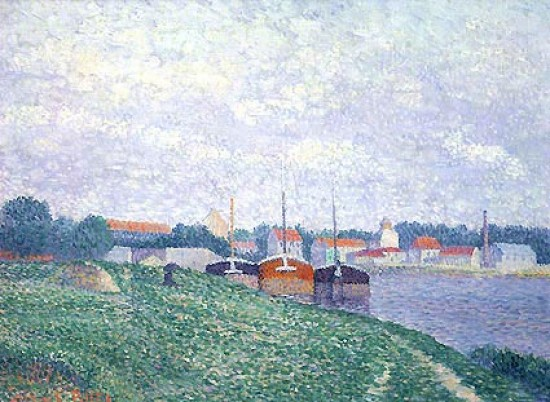
Bords de Rivieres et Trois Chalands
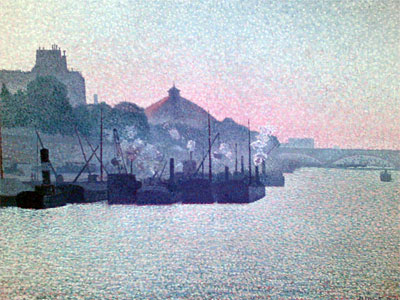
Kade
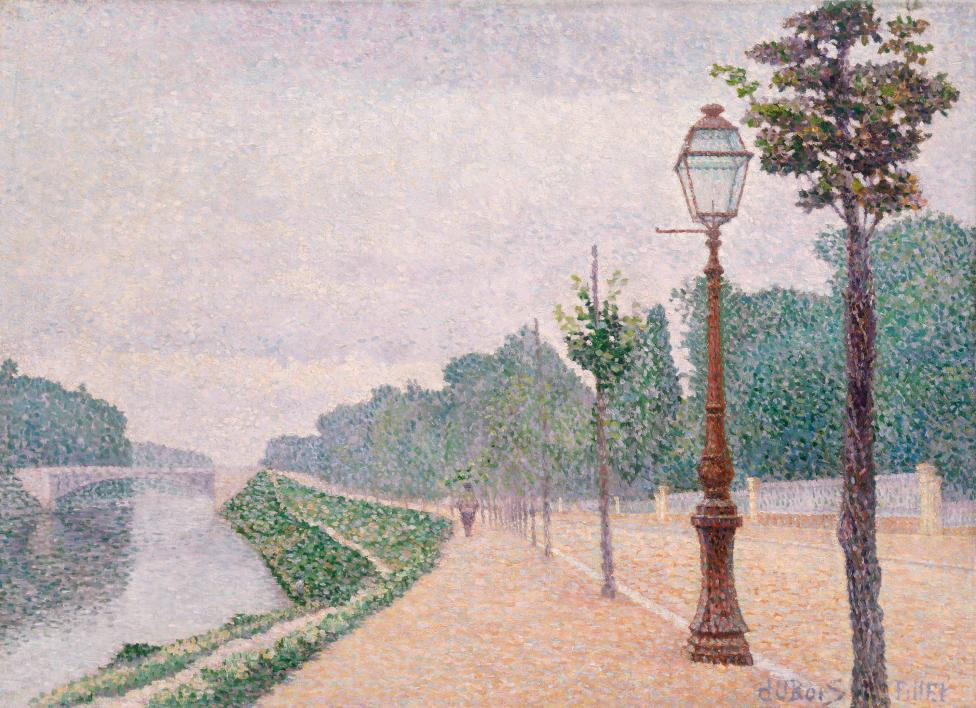
The Seine at Neuilly
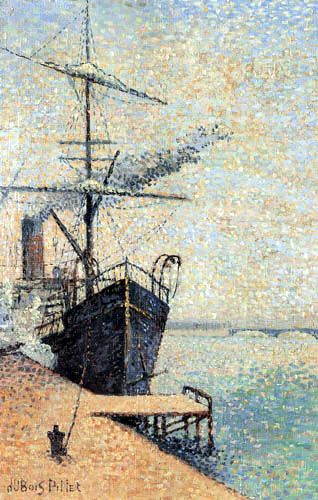
Ankerplaats
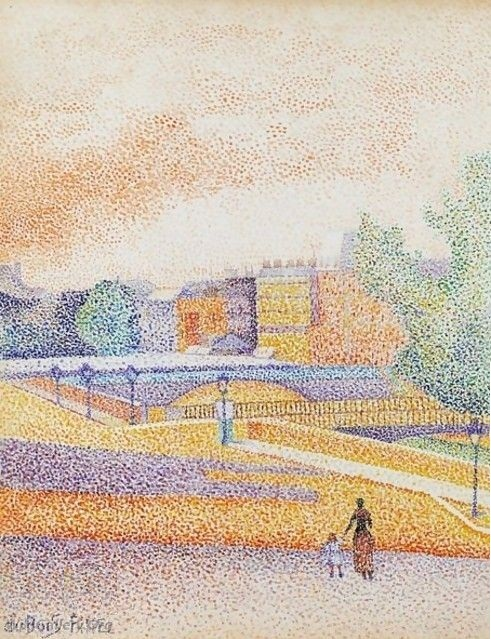
Vue de Paris
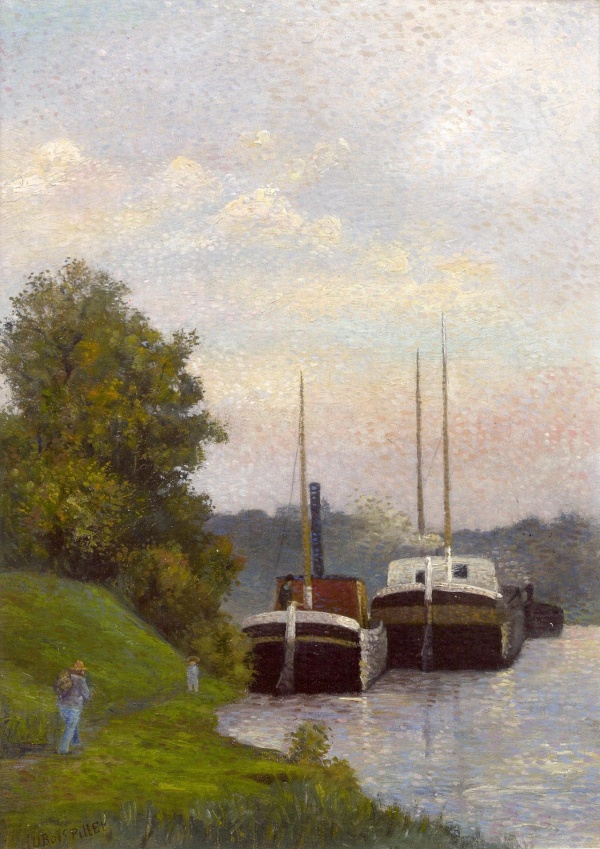
Charlands sur la Seine
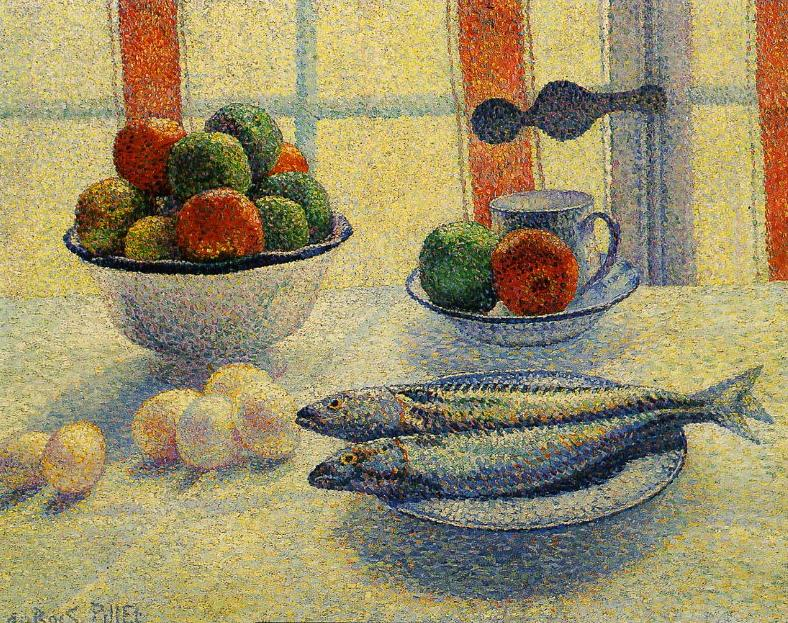
Stilleven met vissen